# Nurillo Tukhtasinov
Nurillo Tukhtasinov (Izboskan, 19 de febrero de 1997) es un futbolista uzbeko que juega en la demarcación de centrocampista para el Terengganu FC de la Superliga de Malasia.

## Selección nacional
Tras jugar en varias categorías inferiores de la selección, finalmente hizo su debut con la selección de fútbol de Uzbekistán en un partido amistoso contra Tayikistán que finalizó con un resultado de 2-1 tras los goles de Murod Kholmukhamedov y Shakhzod Ubaydullaev para Uzbekistán, y de Zoir Dzhuraboyev para Tayikistán.

## Clubes
| Club                  | País       | Año       | Partidos | Goles |
| --------------------- | ---------- | --------- | -------- | ----- |
| FK Bunyodkor Tashkent | Uzbekistán | 2017      | 26       | 1     |
| Sogdiana Jizzakh      | Uzbekistán | 2018      | 17       | 0     |
| FK Bunyodkor Tashkent | Uzbekistán | 2019-2021 | 79       | 22    |
| Navbahor Namangan     | Uzbekistán | 2022      | 16       | 0     |
| FK Neftchi Fergana    | Uzbekistán | 2023      | 13       | 3     |
| Terengganu FC         | Malasia    | 2023-     | 27       | 4     |